# Sándor Képíró
Sándor Képíró (Sarkad, 18 februari 1914 - Boedapest, 3 september 2011) was kapitein in het Hongaarse leger tijdens de Tweede Wereldoorlog.
Al tijdens de Tweede Wereldoorlog (januari 1944) werd hij door een Hongaarse militaire rechtbank samen met 13 anderen schuldig bevonden als aanstichter van het Bloedbad van Novi Sad dat plaatsvond tussen 21 en 23 januari 1942. De veroordeelden kregen 10 tot 15 jaar gevangenisstraf. Maar later dat jaar vielen Duitse troepen Hongarije binnen en zij lieten Képíró weer vrij. Na de oorlog vestigde hij zich in Oostenrijk waar hij bij afwezigheid opnieuw veroordeeld zou zijn. De papieren hiervan zijn echter verloren gegaan. In 1948 vertrok hij, samen met andere nazi's naar Argentinië waar hij trouwde en een andere identiteit aannam. Na 50 jaar werd hem strafvrijheid verzekerd en zo kon hij in 1998 ongehinderd naar Hongarije terugkeren.
Képíró stond in 2008 nog op de derde plaats op de lijst van meest gezochte nazi-oorlogsmisdadigers van het Simon Wiesenthalcentrum, achter John Demjanjuk en Aribert Heim. Hongaarse militaire aanklagers verklaarden in 2009 dat de voorgaande vonnissen niet meer rechtsgeldig waren en dat het onderzoek heropend kon worden. Op 14 september 2009 werd Képíró weer voorgeleid, hij moest echter wegens gebrek aan bewijs weer worden vrijgelaten.

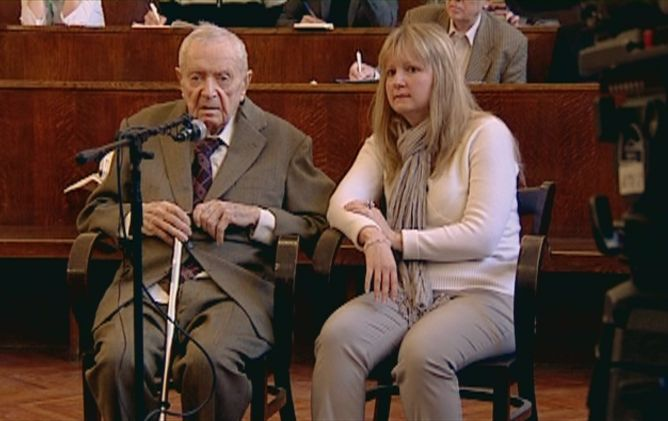
Képíró bij zijn strafproces, Boedapest.

In juli 2011 werd hij vrijgesproken van oorlogsmisdaden. Hij was aangeklaagd wegens de moord op Servische burgers in Novi Sad op 23 januari 1942. Daarnaast zou hij medeplichtig zijn geweest  aan de moord op dertig personen aan de oever van de Donau. Képíró zei inderdaad deel te hebben genomen aan de oorlogshandelingen in Servië, maar gaf aan niet op de hoogte te zijn geweest van de moorden.
Hij overleed, 97 jaar oud, in september 2011. 